# 真昼山地
真昼山地（まひるさんち）は、岩手県と秋田県の県境のほぼ中央部にまたがる山地。

## 概要

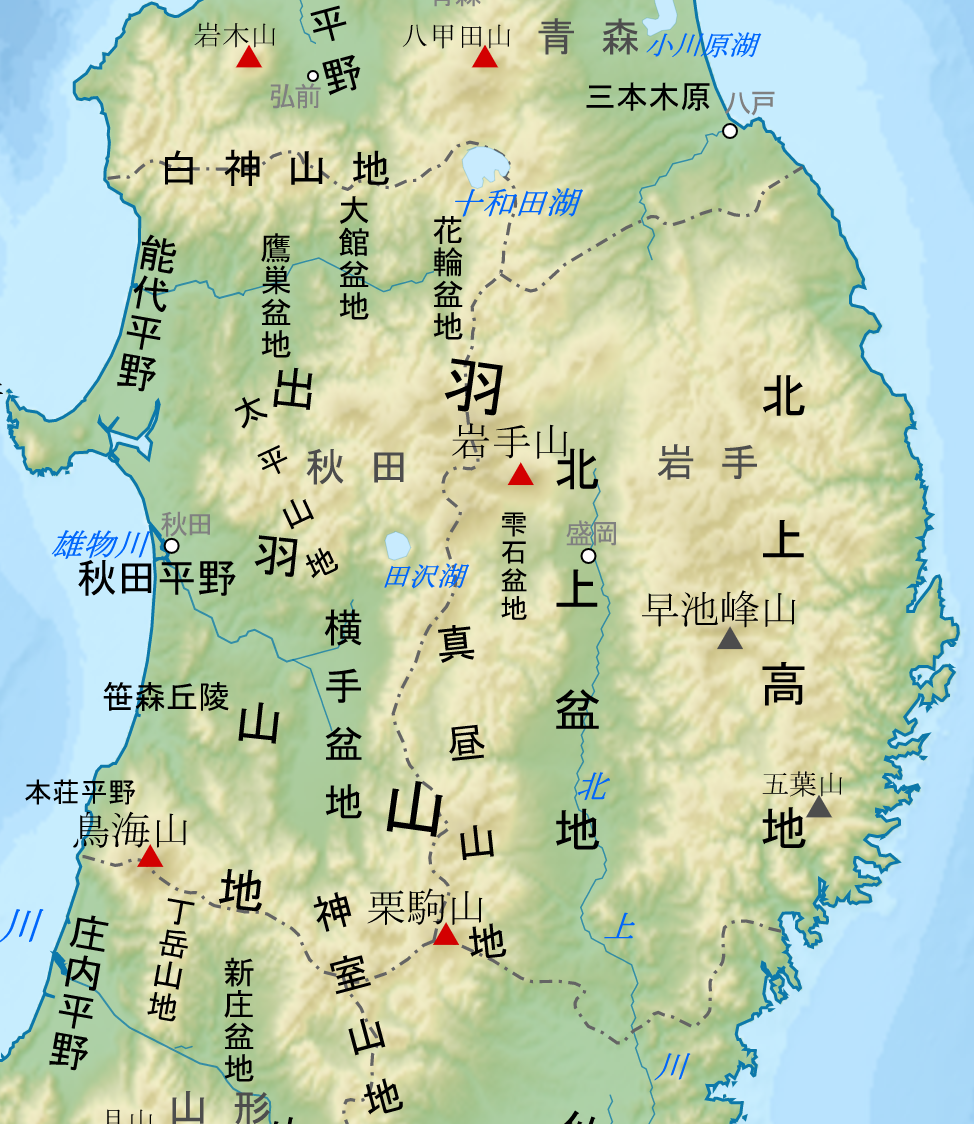
真昼山地の位置

南北に標高約 1,000 m 級の山々が連なる。主峰は秋田県美郷町と岩手県西和賀町の境界にある標高 1,059 .9 m の真昼岳。最高峰は秋田県仙北市と岩手県西和賀町の境界に位置する標高1,440.2 mの和賀岳。
真昼山地の秋田県側の一部は、今日まで田沢疏水建設や小規模な林道開発、道路開発などが行われてきたが、奥地での大規模な開発はほとんど行われておらず未だ人の手が及んでいない所もある。特に真昼山地北側に広がる和賀山塊の奥地は、マタギなどの専門知識を持った人々以外の人間による開発は川口鉱山の採掘以外ほぼ皆無である。そのため、人間の手が及んでいない原生自然とブナ混生林が今も広がって自然が豊かである。
なお、秋田県側は真木真昼県立自然公園に指定されている。
1896年8月に真昼岳付近で発生した陸羽地震では、岩手県側に和賀川断層、秋田県側に真昼岳断層が生じ、山地の東には川舟断層、西には千屋断層が地表に現れた。

## 主な山
- 真昼岳（1,059m）：真昼山地主峰

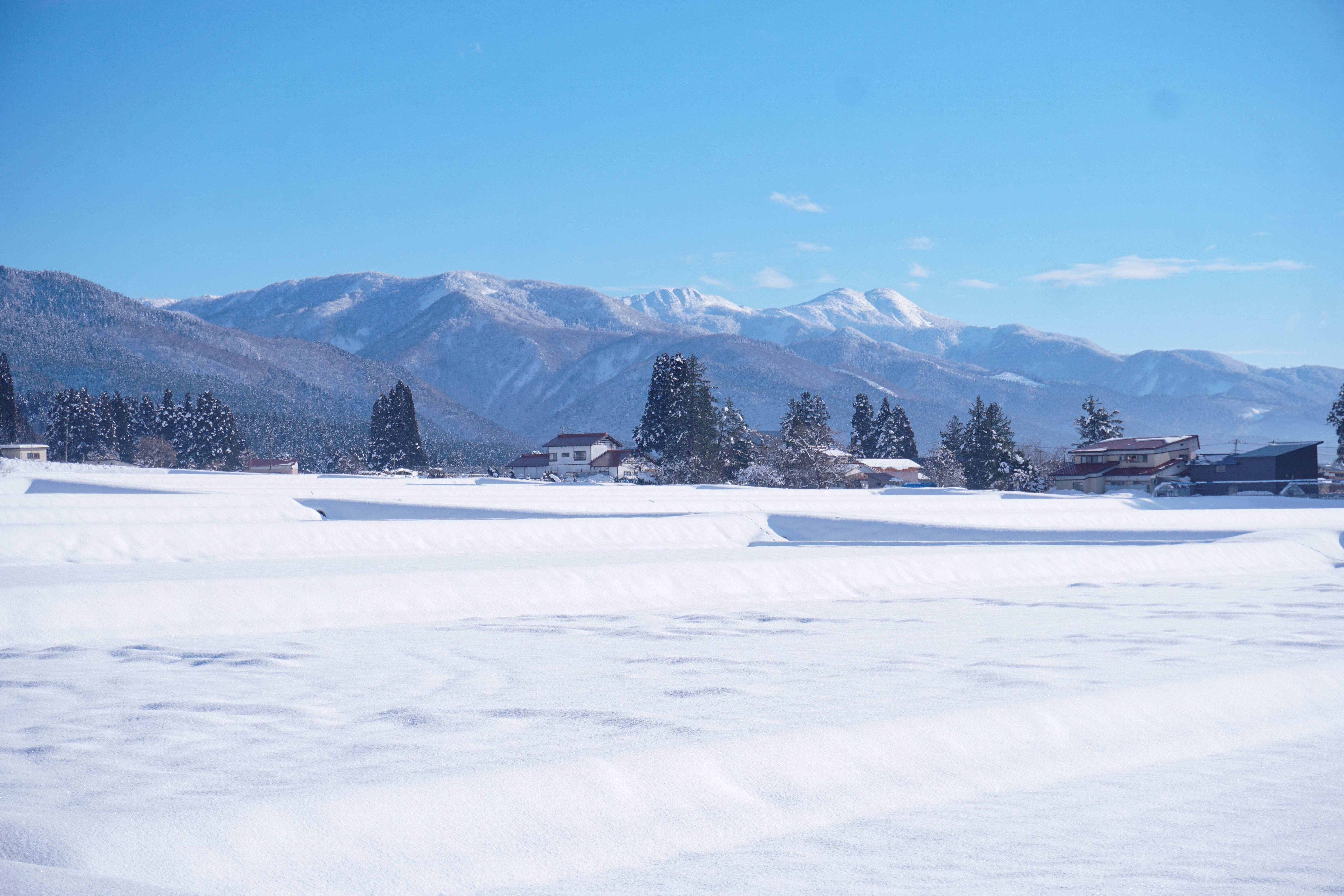
秋田県大仙市から見た真昼山地

- 和賀岳（1,440m）：和賀山塊主峰・真昼山地最高峰
- 朝日岳（1,376m）
- 大荒沢岳（1,313m） 位置図
- モッコ岳（1,278m） 位置図
秋田県仙北市田沢湖生保内と岩手県岩手郡雫石町御明神の境界に位置する。和賀山塊に含まれる。
- 小杉山（1,229m） 位置図
秋田県仙北市、秋田県大仙市、岩手県西和賀町の境界に位置する。和賀山塊に含まれる。
- 薬師岳（1,218m）
- 白岩岳（1,177m）
- 中ノ沢岳（1,061m） 位置図
- 五番森（1,048m） 位置図、二等三角点
秋田県仙北市田沢湖生保内と岩手県岩手郡雫石町御明神の境界に位置する。和賀山塊に含まれる。
- 風鞍（1,023m） 位置図
秋田県大仙市太田町と岩手県和賀郡西和賀町の境界に位置する。和賀山塊に含まれる。
- 甲山（1,013m）
- 貝吹岳 (992m)
- 女神山 (956m)位置図、三等三角点
- 黒沢大台山 (833m)位置図
秋田県大仙市太田町川口と同県仙北郡美郷町浪花の境界に位置する。
- 権現山 (722m)位置図
秋田県大仙市太田町川口に位置する。和賀山塊に含まれ、付近を川口川の支流の沢が流れる。